# Hans van der Hoek
Hans van der Hoek (Rotterdam, 5 de mayo de 1933-4 de febrero de 2017) fue un futbolista neerlandés que jugaba en la demarcación de delantero, que militó durante más de una década en el Feyenoord.

## Selección nacional
Jugó un total de dos partidos con la selección de fútbol de los Países Bajos. Debutó el 27 de septiembre de 1953 en un partido amistoso contra Noruega que acabó con un resultado de 4-0 a favor del conjunto noruego. Su segundo partido, también en calidad de amistoso, lo disputó el 24 de octubre de 1954 contra Belgica con un marcador favorable a la selección belga por 4-3.

## Clubes
| Club        | País         | Año       | Partidos | Goles |
| ----------- | ------------ | --------- | -------- | ----- |
| Feyenoord   | Países Bajos | 1950-1960 |          |       |
| SC Enschede | Países Bajos | 1960-1961 | 12       | 0     |
| ADO         | Países Bajos | 1961-1962 | 29       | 1     |